# 坂真澄
坂 真澄（さか ますみ）は、日本の機械工学者。東北大学名誉教授。元日本機械学会副会長。文部科学大臣表彰科学技術賞等受賞。

## 人物・経歴
1977年東北大学工学部機械工学科卒業。1982年東北大学大学院工学研究科機械工学専攻博士後期課程修了、工学博士、東北大学工学部助手。
1988年東北大学工学部助教授。1993年東北大学工学部教授。2019年定年退職。
この間、1996年日本ガス協会超音波検査評価専門小委員会委員長。1998年東北非破壊検査研究会会長、文部省学術審議会専門委員。2001年文部科学省科学技術政策研究所科学技術動向研究センター専門調査員。2002年日本材料学会破壊力学部門委員会委員長。2003年日本機械学会材料力学部門副部門長。2004年日本機械学会材料力学部門部門長、日本非破壊検査協会副会長。2005年日本非破壊検査協会東北支部長、日本原子力研究所高温ガス炉技術開発研究委員会専門委員。2008年日本非破壊検査協会会長。2016年日本機械学会副会長。

## 受賞歴
- 1977年日本機械学会畠山賞[3]
- 1984年日本機械学会賞（奨励賞）[3]
- 1991年日本非破壊検査協会論文賞[3]
- 1992年Society for Experimental Mechanics R. E. Peterson Award[3]
- 1993年日本機械学会賞[3]
- 1996年14th World Conf. on NDT & Intext NDT '96 India Best Paper Award[3]
- 1997年日本設備管理学会学会賞特別賞 [3]
- 1999年Electrical and Electronic Packaging Division, ASME Award for Valued Services in Advancing the Engineering Profession at InterPACK'99[3]
- 1999年日本機械学会材料力学部門国際交流表彰[3]
- 2001年日本機械学会東北支部技術研究賞[3]
- 2001年日本機械学会賞[3]
- 2002年日本非破壊検査協会論文賞[3]
- 2002年日本機械学会材料力学部門国際交流表彰[3]
- 2003年市村学術貢献賞[3]
- 2003年日本ウォータージェット学会論文賞[3]
- 2003年日本非破壊検査協会奨励賞[3]
- 2003年日本機械学会フェロー[3]
- 2006年日本機械学会賞[3]
- 2006年自動車技術会賞（論文賞）[3]
- 2006年日本機械学会材料力学部門業績賞[3]
- 2007年日本機械学会賞[3]
- 2007年日本非破壊検査協会業績賞[3]
- 2009年文部科学大臣表彰科学技術賞（理解増進部門）[3]
- 2012年日本非破壊検査協会創立60周年記念功績賞[3]
- 2014年日本非破壊検査協会賞[3]
- 2014年Thin Films Society Poster Award[3]
- 2015年東北大学大学院工学研究科 平成26年度 工学研究科長特別教育賞[3]
- 2017年日本機械学会創立120周年記念功労表彰[3]
- 2018年日本機械学会材料力学部門功績賞[3]
- 2019年日本非破壊検査協会東北支部島田賞[3]